# Az utolsó skót király
Az utolsó skót király (eredeti cím: The Last King of Scotland) 2006-ban bemutatott brit–német filmdráma Kevin Macdonald rendezésében. A forgatókönyvet Peter Morgan és Jeremy Brock írta, Giles Foden The Last King of Scotland című regénye alapján, mely Dr. Nicholas Garrigan kitalált történetét meséli el. A fiatal doktor Ugandába utazik, ahol Idi Amin Dada, a véreskezű diktátor személyes orvosa lesz. A főbb szerepekben Forest Whitaker, James McAvoy és Kerry Washington látható.
Az Amerikai Egyesült Államokban 2006 szeptemberében korlátozott számú moziban mutatták be. Az Egyesült Királyságban a következő év elején került a mozikba, Magyarországon 2007. április 5-én debütált. Whitaker alakításáért számos díjat nyert, köztük egy Oscar-, egy Golden Globe- és egy BAFTA-díjat.

## Cselekmény
1970-ben Nicholas Garrigan frissen szerzett orvosi diplomát. Azonban nincs ínyére az apjával való munka, így a skót fiatalember Ugandába utazik, hogy a helyi lakosok segítségére legyen. Éppen akkor érkezik, amikor Idi Amin Dada katonai puccsal, a nép támogatását élvezve átveszi a hatalmat a kommunista Obotétől. Garrigan munkatársával, Sarah-val ellátogat Amin beszédére a faluban, ahol a kívülálló férfit megnyeri az új elnök kiállása és szónoklata. Nem sokkal később Nicholas ellátja Amin sérülését és egy hirtelen cselekedetével – valamint skót származása révén – elnyeri a diktátor szimpátiáját. Amin rövidesen állást ajánl neki a fővárosban, Kampalában, mint az ő személyes orvosa és az egészségügyi minisztérium segítője. 
Nicholas egyre bizalmasabb kapcsolatba kerül Aminnal, ám ezen hűség súlyos következményekkel jár. Szeretete és csodálata iránta szép lassan félelemmé és bizonytalansággá válik. Nagy-Britannia helyi képviselői is nyomást gyakorolnak rá, mert Amint népirtással vádolják, ráadásul Garrigan viszonyba kezd Amin egyik feleségével, Kayjel, aminek nem várt következményei lesznek. Nicholas számára bezárul a kör: a kiút érdekében olyan döntéseket kell meghoznia, melyek ha az elnök tudtára jutnak, halált hozhatnak rá.

## Szereplők
| Szereplő              | Színész          | Magyar hang     |
| --------------------- | ---------------- | --------------- |
| Idi Amin Dada         | Forest Whitaker  | Gesztesi Károly |
| Dr. Nicholas Garrigan | James McAvoy     | Schmied Zoltán  |
| Kay Amin              | Kerry Washington | Vadász Bea      |
| Sarah Merrit          | Gillian Anderson | Pálfi Kata      |
| Nigel Stone           | Simon McBurney   | Csankó Zoltán   |

## A film és a történelem
Garrigan fiktív szereplő, ám története hasonlóságokat mutat az angol születésű Bob Astles életével. Akárcsak a regény, a film is a kitalációt vegyíti Uganda valós történelmével, hogy így nyújtson bepillantást Amin totalitárius uralmára. Míg Amin életének több alapvető történése megjelenik a vásznon, a film gyakran eltér bizonyos eseményektől részleteiben. Emellett az idővel is szabadosan él. Például, az ázsiaiak kitoloncolása 1972-ben történt, míg a repülőgépeltérítésre 1976-ban került sor, azonban az adaptálás ezeket rövid egymásutánban prezentálja.
Számos, a filmben látható ugandai földrajzi tényező nem létezett az 1970-es években.

## Érdekességek
- A pornófilm, amit Amin bedrogozva néz, a Mély torok.

## Fontosabb díjak és jelölések
- Oscar-díj
  - díj: legjobb férfi főszereplő – (Forest Whitaker)
- Golden Globe-díj
  - díj: legjobb férfi főszereplő – dráma – (Forest Whitaker)
- BAFTA-díj
  - díj: Alexander Korda-díj a legjobb brit filmnek – (Andrea Calderwood, Lisa Bryer, Charles Steel, Kevin Macdonald, Peter Morgan és Jeremy Brock)
  - díj: legjobb férfi főszereplő – (Forest Whitaker)
  - díj: legjobb adaptált forgatókönyv – (Peter Morgan, Jeremy Brock)
  - jelölés: legjobb film – (Andrea Calderwood, Lisa Bryer, Charles Steel)
  - jelölés: legjobb férfi mellékszereplő – (James McAvoy)
- Bostoni Filmkritikusok Egyesülete
  - díj: legjobb színész (Forest Whitaker)
- Brit Bátorság Film díj
  - díj: legjobb rendező (Kevin Macdonald)
  - díj: legjobb technikai teljesítmény (Anthony Dod Mantle – fényképezés)
- Broadcast Filmkritikusok Egyesülete
  - díj: legjobb színész (Forest Whitaker)
- Chicagoi Filmkritikusok Egyesülete
  - díj: legjobb színész (Forest Whitaker)
- Dallasi Filmkritikusok Egyesülete
  - díj: legjobb színész (Forest Whitaker)
- Evening Standard Brit Film díj
  - díj: legjobb forgatókönyv
  - díj: legjobb technikai teljesítmény (Anthony Dod Mantle – fényképezés)
- Floridai Filmkritikusok Egyesülete
  - díj: legjobb színész (Forest Whitaker)
- Image-díj
  - díj: legjobb színész (Forest Whitaker)
- Las Vegasi Filmkritikusok Egyesülete
  - díj: legjobb színész (Forest Whitaker)
- London Filmkritikusok díja
  - díj: az év színésze (Forest Whitaker)
- Los Angelesi Filmkritikusok Egyesülete
  - díj: legjobb színész (Forest Whitaker)
- Nemzeti Filmszemle, USA
  - díj: legjobb színész (Forest Whitaker)
- Nemzeti Filmkritikusok Egyesülete, USA
  - díj: legjobb színész (Forest Whitaker)
- New York-i Filmkritikusok Egyesülete
  - díj: legjobb színész (Forest Whitaker)
- Online Filmkritikusok Egyesülete
  - díj: legjobb színész (Forest Whitaker)
- Santa Barbara Nemzetközi Filmfestivál
  - díj (Forest Whitaker)
- Satellite-díj
  - díj: legjobb színész, dráma (Forest Whitaker)
- Film Színészek Egyesülete
  - díj: legjobb színész (Forest Whitaker)
- Southeasterni Filmkritikusok Egyesülete
  - díj: legjobb színész (Forest Whitaker)
- Stockholm Filmfestivál
  - díj: legjobb fényképezés (Anthony Dod Mantle)
- Washington DC Area Filmkritikusok Egyesülete
  - díj: legjobb színész (Forest Whitaker)